# Stephen Heard Darden

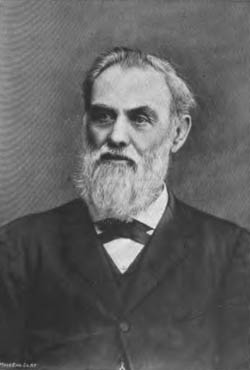
Stephen Heard Darden

Stephen Heard Darden (* 19. November 1816 in Fayette, Mississippi; † 16. Mai 1902 in Wharton, Texas) war ein US-amerikanischer Farmer und Politiker. Ferner diente er als Offizier in der Konföderiertenarmee.

## Werdegang
Stephen Heard Darden, Sohn von Ann Sharkey (1786–1833) und Washington Lee Darden (1781–1830), wurde eineinhalb Jahre nach dem Ende des Britisch-Amerikanischen Krieges im Jefferson County geboren. Über seine Jugendjahre ist nichts bekannt. Darden kam 1836 während des Texanischen Unabhängigkeitskrieges nach Texas. Er diente zu jener Zeit als Freiwilliger unter Captain David M. Fulton, einem wohlhabenden Farmer aus Mississippi. Nach dem Ende des Krieges blieb er dort. Im September 1836 war er als Clerk im Office of the Comptroller tätig. Er heiratete 1837 Mary Matilda Goff (1821–1847). Anfang 1840 kehrte er kurz nach Mississippi zurück und ließ sich im Madison County nieder. Darden zog 1841 wieder nach Texas zurück, wo er Land am Guadalupe River im Gonzales County erwarb.
Er vertrat das County zwei Amtszeiten lang im Repräsentantenhaus und eine Amtszeit im Senat von Texas. Als Senator war er 1861 Anfangs gegen die Sezession von Texas, schloss sich aber schließlich den Sezessionisten an. Nach dem Ausbruch des Bürgerkrieges trat er in die Konföderiertenarmee ein. Er wurde zum First Lieutenant in der Kompanie A im vierten Infanterieregiment von Texas ernannt. Er diente unter folgenden Colonels: Robert Thomas Pritchard Allen (1813–1888), John Bell Hood (1831–1879) und John F. Marshall († 1864). In der Folgezeit heiratete er am 24. März 1862 seine vierte Ehefrau Catherine R. Mayes (* 1836). Am 20. Mai 1862 wurde er zum Captain in seiner Kompanie ernannt. Nach der Schlacht am Antietam am 17. September 1862 verließ er aufgrund seines schlechten Gesundheitszustandes die Konföderiertenarmee. 1863 wurde er zum Colonel ernannt und ihm das Kommando über das fünfte Infanterieregiment von Texas an der Golfküste von Texas übergeben. Nach dem Tod des Kongressabgeordneten John Allen Wilcox (1819–1864) wurde er für dessen verbleibende Amtszeit in den zweiten Konföderiertenkongress gewählt. Er nahm seinen Sitz am 21. November 1864 ein und bekleidete diesen bis zum Ende der Konföderation 1865. Während seiner Kongresszeit saß er im Naval Affairs Committee. Als entschiedener Verfechter der Staatsrechte war er ein Gegner einer starken Zentralregierung. Daher stimmte er in der Regel gegen die Administration von Jefferson Davis (1808–1889). Er trat für eine höhere Besteuerung, eine große Armee und einen starken Commander-in-Chief ein, war aber gegen eine zentral kontrollierte Besteuerung im Verkehrswesen und Herstellung sowie die Beschlagnahme von Sklaven für öffentliche Bauarbeiten.
Darden war durch den Krieg finanziell ruiniert und kehrte wahrscheinlich auf seine Farm im Gonzalez County zurück. Nach dem Ende der Reconstruction wurde er zum Comptroller of Public Accounts ernannt – ein Posten, welchen er von 1873 bis 1879 innehatte. Er empfahl, das Schulgeld in Staatsanleihen anzulegen und stockte in der Folge den Anteil an Anleihen auf. Obwohl er im Januar 1881 altersbedingt in den Ruhestand ging, nahm er die Anstellung als Chief Clerk in seinem alten Ministerium an. Darden wurde am 9. Februar 1884 zum Superintendent of Public Buildings and Grounds ernannt und im Januar 1887 zum Chief Clerk im Comptroller's Department. 1871 half er bei der Gründung der Demokratischen Partei in Texas und war von 1886 bis zu seinem Tod Secretary bei der Texas Veterans Association. Er verstarb 1902 in Wharton und wurde dann auf dem Texas State Cemetery in Austin beigesetzt.